# Macrocaulon
Macrocaulon là chi thực vật có hoa trong họ Aizoaceae.